# Karolina Šprem
Karolina Šprem Baghdatis (Varaždin, 25 ottobre 1984) è un'ex tennista croata.

## Biografia
Nel 2003 arrivò in finale all'Internationaux de Strasbourg, dove si scontrò con Silvia Farina Elia  con cui perse con 6-3, 4-6, 6-4, l'italiana nell'occasione era al suo terzo titolo consecutivo nella competizione.
Al torneo di Wimbledon 2004 - Singolare femminile arrivò ai quarti di finale dove perse contro Lindsay Davenport, mentre l'anno dopo, nel 2005, arrivò al quarto turno all'Australian Open 2005 - Singolare femminile perdendo di nuovo con la Davenport. Nel 2005 fu finalista anche al Sunfeast Open dove perse contro Anastasija Myskina.
Arrivò ad essere la numero 17º l'11 ottobre 2004, anche grazie al terzo turno raggiunto nel singolare alle Olimpiadi di Atene.
Dal luglio 2012 è moglie di Marcos Baghdatis.  I due hanno due figlie di nome Zahara e India.

## Statistiche

### Risultati in progressione
| Sigla | Risultato               |
| ----- | ----------------------- |
| V     | Vincitore               |
| F     | Finalista               |
| SF    | Semifinalista           |
| O     | Oro olimpico            |
| A     | Argento olimpico        |
| SF    | Bronzo olimpico         |
| QF    | Quarti di Finale        |
| 4T    | Quarto turno            |
| 3T    | Terzo turno             |
| 2T    | Secondo turno           |
| 1T    | Primo turno             |
| RR    | Round Robin             |
| LQ    | Turno di qualificazione |
| A     | Assente                 |
| ND    | Non disputato           |

| Legenda superfici    |
| -------------------- |
| Cemento              |
| Terra battuta        |
| Erba                 |
| Superficie variabile |

#### Singolare nei tornei del Grande Slam
| Torneo          | 2003 | 2004 | 2005 | 2006 | 2007 | 2008 | 2009 | 2010 | 2011 | 2012 | 2013 | 2014 |
| --------------- | ---- | ---- | ---- | ---- | ---- | ---- | ---- | ---- | ---- | ---- | ---- | ---- |
| Australian Open | A    | 1T   | 4T   | 2T   | 1T   | A    | 1T   | 2T   | 1T   | A    | A    | A    |
| Open di Francia | A    | 1T   | 2T   | 3T   | A    | 1T   | 1T   | 1T   | A    | A    | A    | A    |
| Wimbledon       | 2T   | QF   | 1T   | 3T   | A    | A    | 1T   | 2T   | A    | A    | A    | A    |
| US Open         | 1T   | 1T   | 1T   | 1T   | A    | A    | A    | 1T   | A    | A    | A    | A    |

#### Doppio nei tornei del Grande Slam
| Torneo          | 2003 | 2004 | 2005 | 2006 | 2007 | 2008 | 2009 | 2010 | 2011 | 2012 | 2013 | 2014 |
| --------------- | ---- | ---- | ---- | ---- | ---- | ---- | ---- | ---- | ---- | ---- | ---- | ---- |
| Australian Open | A    | A    | A    | 2T   | A    | A    | A    | A    | A    | A    | A    | A    |
| Open di Francia | A    | A    | A    | A    | A    | A    | A    | A    | A    | A    | A    | A    |
| Wimbledon       | A    | A    | 1T   | A    | A    | A    | A    | A    | A    | A    | A    | A    |
| US Open         | A    | A    | A    | A    | A    | A    | A    | A    | A    | A    | A    | A    |

#### Doppio misto nei tornei del Grande Slam
Nessuna partecipazione

## Vittorie contro giocatrici top 10
| Stagione | 2003 | 2004 | 2005 | 2006 | 2007 | 2008 | Totale |
| -------- | ---- | ---- | ---- | ---- | ---- | ---- | ------ |
| Vittorie | 1    | 1    | 0    | 0    | 0    | 1    | 3      |

| #    | Giocatrice         | Ranking | Evento                                     | Superficie  | Turno | Punteggio      | Rank. KSR |
| ---- | ------------------ | ------- | ------------------------------------------ | ----------- | ----- | -------------- | --------- |
| 2003 |                    |         |                                            |             |       |                |           |
| 1.   | Jelena Dokić       | 10      | Internationaux de Strasbourg, Strasburgo   | Terra rossa | 2T    | 7-5, 1-6, 6-3  | 163       |
| 2004 |                    |         |                                            |             |       |                |           |
| 2.   | Venus Williams     | 8       | Torneo di Wimbledon, Londra                | Erba        | 2T    | 7-6(5), 7-6(6) | 30        |
| 2008 |                    |         |                                            |             |       |                |           |
| 3.   | Daniela Hantuchová | 10      | Bausch & Lomb Championships, Amelia Island | Terra verde | 2T    | 6-3, 1-6, 6-3  | 296       |